# Cañón antiaéreo naval Tipo 89 127 mm
El cañón antiaéreo naval Tipo 89 L 40 de 127 mm(en japonés 四〇口径八九式十二糎七高角砲) fue un cañón dual naval antiaéreo pesado estándar usado por la Armada Imperial Japonesa en la Segunda Guerra Mundial.

## Desarrollo

### Diseño

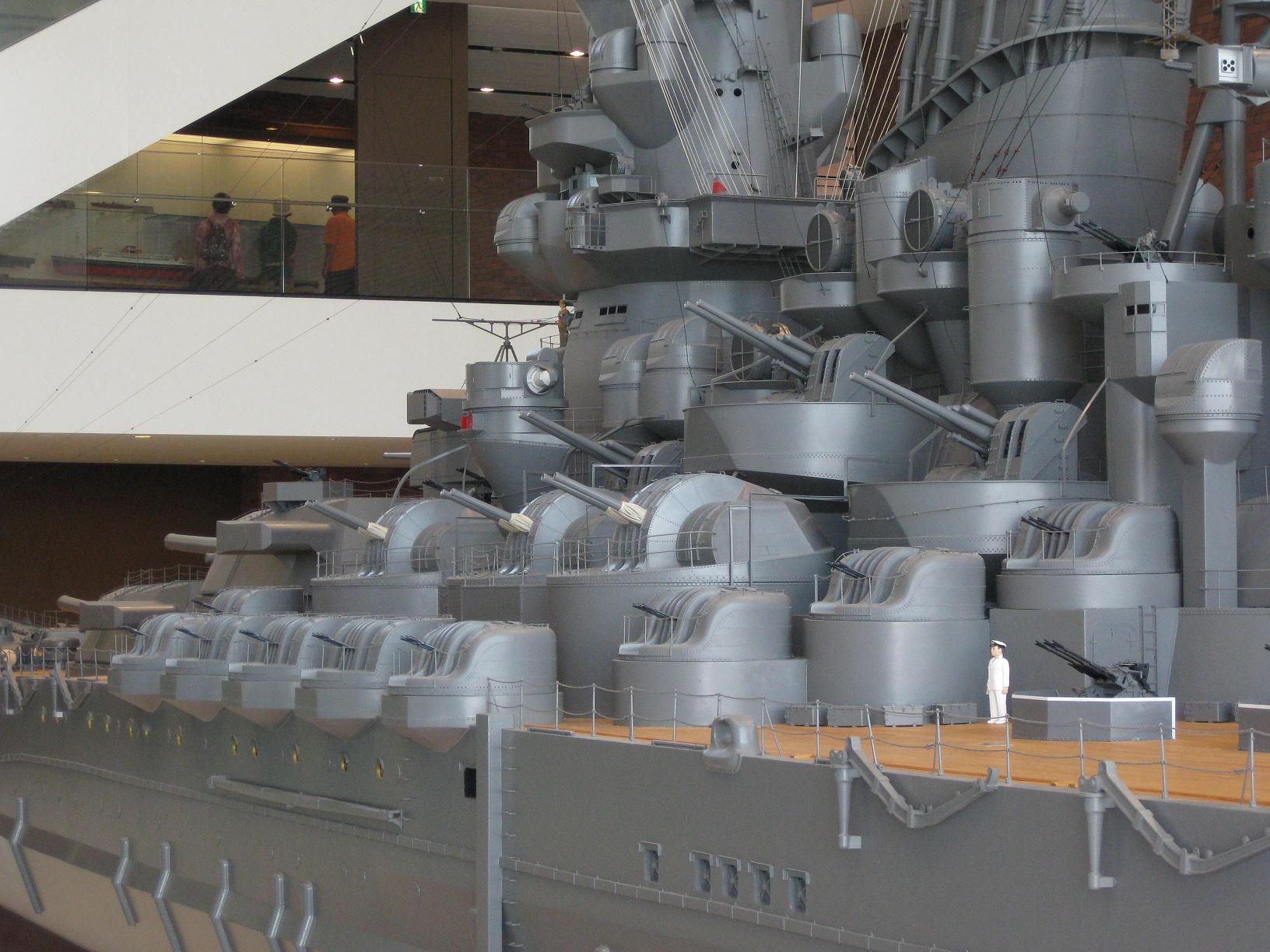
Modelo del acorazado Yamato mostrando sus cañones tipo 89 en ambos tipos de casamatas.

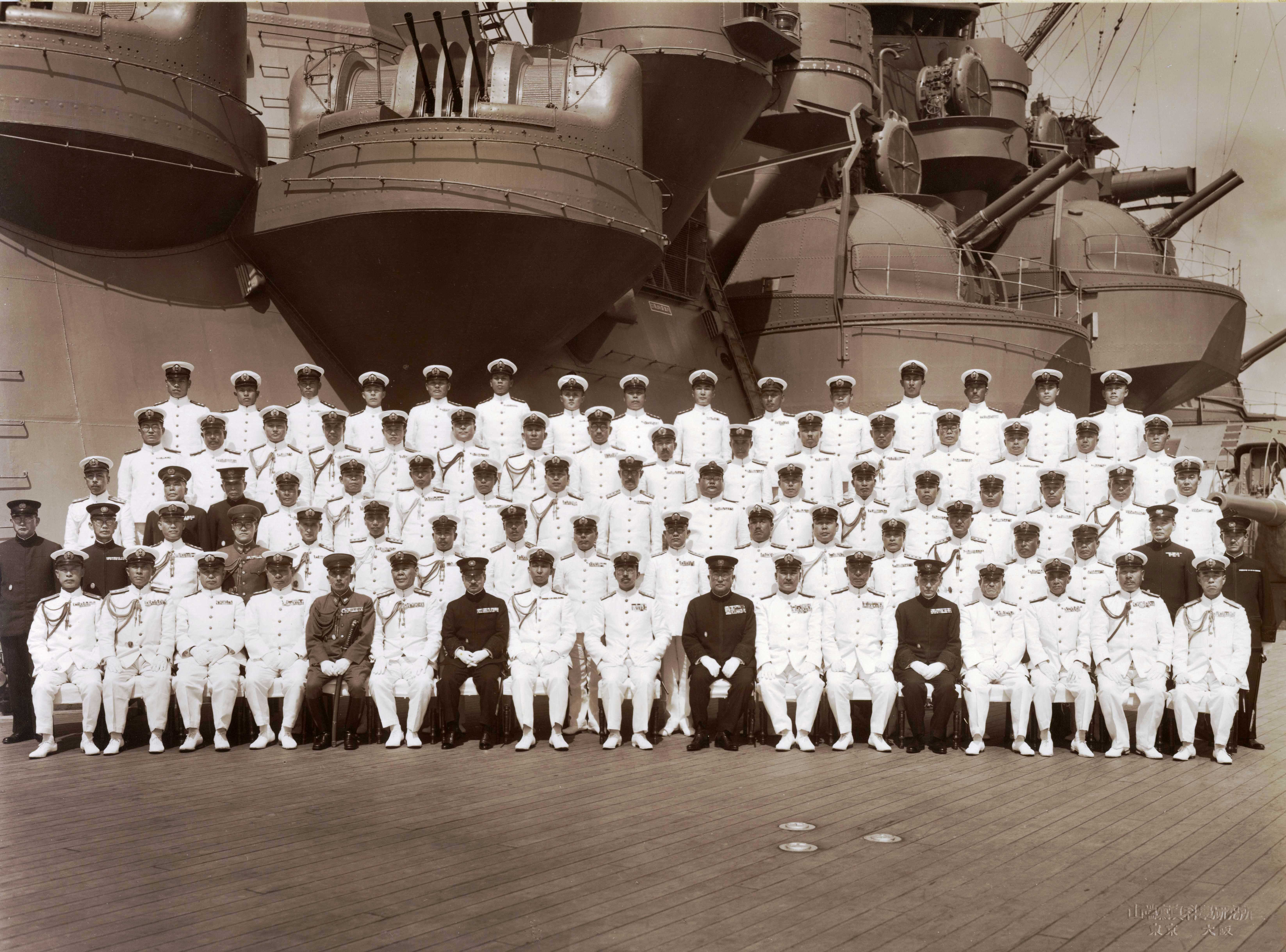
El acorazado Musashi exhibiendo sus cañones tipo 89 duales en casamata completa.

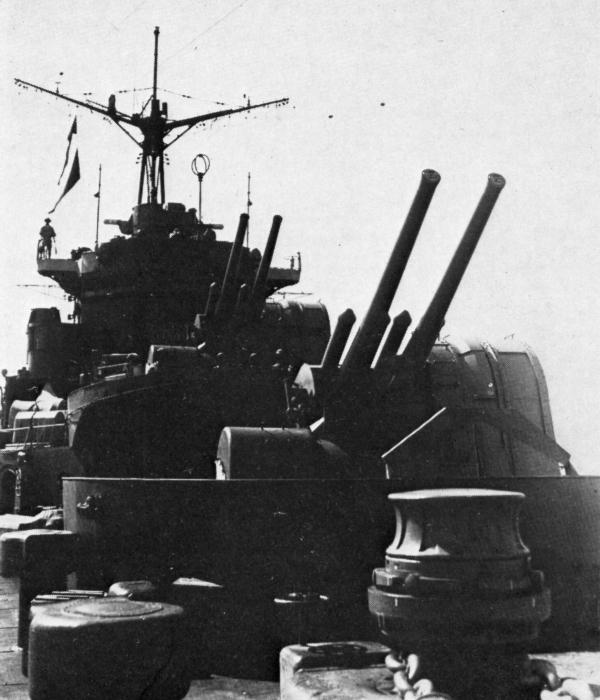
Doble emplazamiento de cañones duales tipo 89 en el Chitose (1938)

El tipo 89 estuvo principalmente equipado con una distintiva casamata parcial emplazada en el costado izquierdo del afuste (como en la fotografía), pero también se presentó con una casamata baja completa, tipo tortuga, que se instalaron en la clase Yamato, (el acorazado Yamato presentaba ambos tipos de casamatas), la clase Shokaku, y otras grandes unidades más modernas de la Armada. También este cañón fue instalado en unidades menores como cazasubmarinos, tenders y algunas unidades auxiliares de la marina.
El proyectil estaba fabricado con un envoltorio de latón, conteniendo 4 kg de propelente y varios tipos de granadas antiaéreas, de esquirlas o penetrante.
El rango de elevación era e +8° a +90°.